# La Trinidad de Orichuna
Pour les articles homonymes, voir Trinidad.
La Trinidad de Orichuna est une ville du Venezuela, capitale de la paroisse civile de La Trinidad, dans la municipalité de Rómulo Gallegos dans l’État d'Apure.